# Aldabrasångare

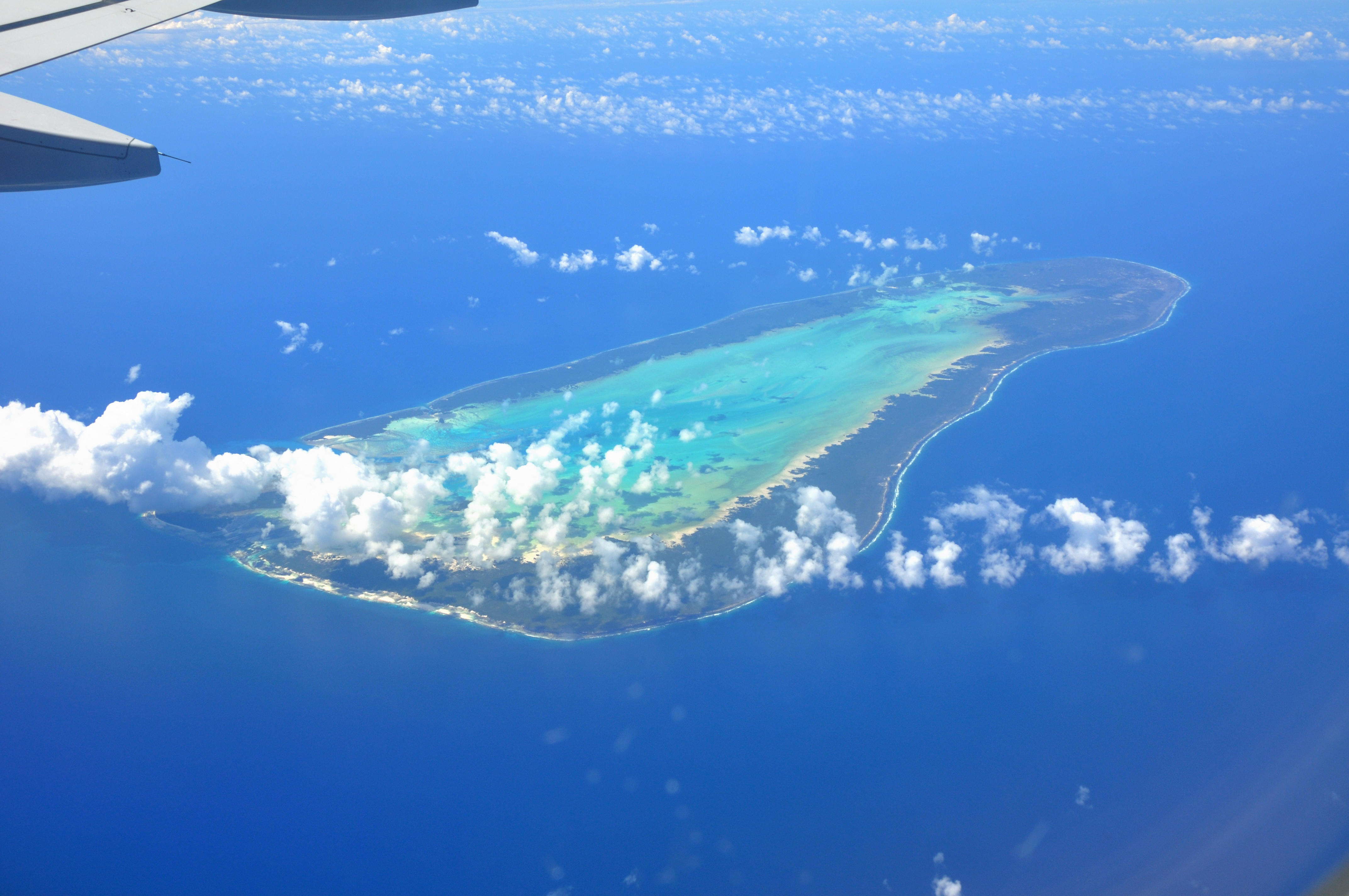
Fågeln förekom enbart på den lilla atollen Aldabra i Seychellerna.

Aldabrasångare (Nesillas aldabrana) är en fågel som bedöms som utdöd och tillhör familjen rörsångare inom ordningen tättingar. Fågeln som beskrevs först 1968 av Constantine Walter Benson och Malcolm Penny förekom enbart på ön Aldabra i ögruppen Seychellerna. På grund av predation och habitatförändringar från invasiva arter minskade den kraftigt. Sista kända observationen skedde 1983 och efter att den återsöktes 1986 utan resultat bedömdes den av IUCN som utdöd.